# Haplogrupo L4 (ADNmt)

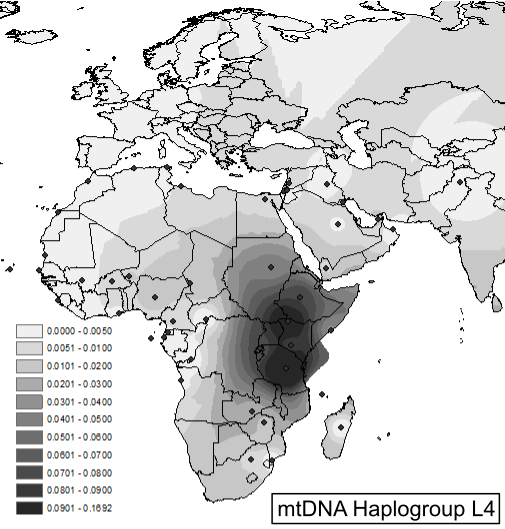
Distribución de frecuencias espaciales proyectadas para el haplogrupo L4.

El Haplogrupo L4 es un haplogrupo mitocondrial originario del África subsahariana y se encuentra especialmente en África Oriental, siendo predominante entre los hablantes de lenguas joisanas de Tanzania, llamados colectivamente hadza/sandawe.
Al igual que L3, L4 es descendiente del haplogrupo L3'4, está definido por el marcador genético 16362 y tiene una antigüedad aproximada entre 70 000 y 90 000 años.
El haplogrupo L7 está actualmente redefinido dentro de L4 como L4a por D. Behar et al. 2008.

## Distribución
Es importante en África Oriental, especialmente en Kenia y Tanzania, con las más altas frecuencias entre los hadza con 60-83 % y los sandawe con 48 %. Se encuentra también en el Cuerno de África y Cercano Oriente.
- Haplogrupo L4 (16362)
  - L4a o L7: Encontrado en Kenia con 12 %, Sudán 5 %, Etiopía 3 % y pequeñas frecuencias en el Cercano Oriente.[4]
    - L4a1: En Etiopía, Yemen y Arabia Saudita.[5]
    - L4a2: En, Etiopía y Yemen.

  - L4b: Encontrado en Tanzania, Etiopía, Sudáfrica[6] y Cercano Oriente.
    - L4b1: En Yemen.
    - L4g o L4b2 (antes L3g): Predomina en los pueblos hadza y sandawe. En África Oriental promedia 17 % en la población nativa no-bantú y en bantúes 7 %.[7] Presente también en el Cercano Oriente, Etiopía y Sudáfrica.[5]

| Haplogrupos de ADN mitocondrial humano |                      |      |      |      |      |      |      |      |      |      |      |      |      |      |    |    |       |       |   |   |   |   |   |   |   |  |   |   |   |   |  |  |  |  |    |    |    |
|                                        | Eva mitocondrial (L) |      |      |      |      |      |      |      |      |      |      |      |      |      |    |    |       |       |   |   |   |   |   |   |   |  |   |   |   |   |  |  |  |  |    |    |    |
| L0                                     | L1–6                 | L1–6 | L1–6 | L1–6 | L1–6 | L1–6 | L1–6 | L1–6 | L1–6 | L1–6 | L1–6 | L1–6 | L1–6 | L1–6 |    |    |       |       |   |   |   |   |   |   |   |  |   |   |   |   |  |  |  |  |    |    |    |
| L0                                     | L1                   | L2   |      |      |      | L3   | L3   | L3   | L3   | L3   | L3   | L3   | L3   | L3   | L3 | L3 | L3    | L3    |   |   |   |   |   |   |   |  |   |   |   |   |  |  |  |  | L4 | L5 | L6 |
| L0                                     | L1                   | L2   | M    | M    | M    | M    | M    | M    | M    | N    | N    | N    | N    | N    | N  |    |       |       |   |   |   |   |   |   |   |  |   |   |   |   |  |  |  |  | L4 | L5 | L6 |
| L0                                     | L1                   | L2   | CZ   | CZ   | D    | E    | G    | Q    |      | A    | I    | O    | R    | R    | R  | R  | R     | R     | R | R | R | R | R | R | R |  | S | W | X | Y |  |  |  |  | L4 | L5 | L6 |
| L0                                     | L1                   | L2   | C    | Z    | D    | E    | G    | Q    | B    | A    | I    | O    | F    | R0   | R0 |    | R2'JT | R2'JT |   |   | P | P |   | U |   |  | S | W | X | Y |  |  |  |  | L4 | L5 | L6 |
| L0                                     | L1                   | L2   | C    | Z    | D    | E    | G    | Q    | B    | A    | I    | O    | F    | HV   | HV | JT | JT    | K     |   |   | P | P |   |   |   |  | S | W | X | Y |  |  |  |  | L4 | L5 | L6 |
| L0                                     | L1                   | L2   | C    | Z    | D    | E    | G    | Q    | B    | A    | I    | O    | F    | H    | V  | J  | T     | K     |   |   | P | P |   |   |   |  | S | W | X | Y |  |  |  |  | L4 | L5 | L6 |